# Rhaebo guttatus
Rhaebo guttatus é uma espécie de anfíbio da família Bufonidae. Pode ser encontrada na Bolívia, Brasil, Peru, Equador, Colômbia, Venezuela, Guiana, Suriname e Guiana Francesa. A espécie tem a capacidade de lançar veneno das glândulas localizadas no dorso quando ameaçada, sendo o primeiro anfíbio com essa capacidade registrado no Brasil.
É uma espécie com população estável, classificada como "pouco preocupante" pela União Internacional para a Conservação da Natureza e dos Recursos Naturais.